# Alhassane Issoufou
Pour les articles homonymes, voir Issoufou.
Alhassane Dante Issoufou (né le 1er janvier 1981) est un footballeur du Niger. Il joue pour l’équipe nationale du Niger.

## Carrière
Auparavant, avant de jouer pour les clubs marocains (FUS Rabat, Raja Casablanca, Ittihad Khémisset, Widad de Fès, il a déjà évolué à la JS Ténéré, au Zumunta AC, à l'Africa Sports National, au CA Bordj Bou Arreridj en Algérie, au KSC Lokeren en Belgique et RC Kadiogo au Burkina Faso, à l' ASO Chlef en Algérie. 

## Carrière internationale
Issoufou est membre de l'équipe nationale de football du Niger . [1] Il a joué la Coupe d'Afrique des Nations 2012 . En l'absence de statistiques précises, le nombre de sélections et le nombre de buts marqués par l'équipe nationale d'Issoufou restent mystérieux, mais il semble qu'il ait disputé plus de 30 matches et marqué au moins 3 buts.

## Honneurs
A remporté la Coupe de la Confédération de la CAF une fois avec le FUS de Rabat en 2010